# Dietmar Allgaier
Dietmar Allgaier (geboren am 11. Juni 1966 in Stuttgart) ist ein deutscher Kommunalpolitiker (CDU) und Sportfunktionär. Er ist seit 2020 Landrat des Landkreises Ludwigsburg und seit 2024 Präsident des VfB Stuttgart.

## Leben
Allgaier besuchte das Kaufmännische Berufskolleg, wo er neben einer Ausbildung zum Staatlich geprüften Wirtschaftsassistenten die Fachhochschulreife erwarb. Anschließend studierte er an der Hochschule für öffentliche Verwaltung und Finanzen Ludwigsburg und schloss das Studium als Diplom-Finanzwirt (FH) ab. Im Jahr 2007 erhielt er den qualifizierten Abschluss „Führungskräfte in der Finanzverwaltung“. Von 1992 bis 1996 war er im Finanzamt Ludwigsburg, anschließend bis 2008 in der Steuerfahndung Stuttgart beschäftigt. Von September 2008 bis Anfang 2020 war er überdies Geschäftsführer der Städtischen Wohnbau Kornwestheim GmbH sowie der TechMoteum GmbH. Seit 2018 ist Allgaier Gastdozent der Hochschule für öffentliche Verwaltung und Finanzen Ludwigsburg.
Allgaier ist Mitglied der CDU. Von 1998 bis 2008 gehörte er dem Gemeinderat der Stadt Kornwestheim an, von 2009 bis Anfang 2020 war er Mitglied des Kreistags Ludwigsburg. Zusätzlich ist er seit 2017 Vorsitzender des Bezirksvorstands der Kommunalpolitischen Vereinigung Nordwürttemberg. 2008 wurde er Bürgermeister und 2. Beigeordneter in Kornwestheim, 2012 dann Erster Bürgermeister. Im Jahr 2019 bewarb sich Allgaier um das Amt des Landrats des Landkreises Ludwigsburg. Der Kreistag wählte ihn am 15. November 2019 im dritten Wahlgang gegen Heiner Pfrommer mit 77 von 103 Stimmen zum Nachfolger des bisherigen Amtsinhabers Rainer Haas, nachdem Gerd Maisch und Christoph Erdmenger ihre Bewerbungen zurückgezogen hatten. Er trat sein Amt am 5. Januar 2020 an.
In seiner Funktion als Landrat ist Allgaier auch Vorsitzender des Verwaltungsrats der Kreissparkasse Ludwigsburg, Aufsichtsratsvorsitzender der Regionalen Kliniken Holding RKH GmbH, der Kliniken Ludwigsburg-Bietigheim gGmbH, der Orthopädischen Klinik Markgröningen gGmbH (OKM) und der Abfallverwertungsgesellschaft des Landkreises Ludwigsburg mbH (AVL). Zudem ist er Aufsichtsratsmitglied der Verkehrs- und Tarifverbund Stuttgart GmbH (VVS). Vorsitzender des Städtischen Orchester Kornwestheim e. V. war Allgaier von 1992 bis 2001, Vorsitzender des Rotary Hilfe e. V. von 2017 bis 2019.
Am 1. August 2024 beschloss der Vereinsbeirat des VfB Stuttgart, Allgaier interimsweise als Nachfolger des abgewählten Vereinspräsidenten Claus Vogt einzusetzen. Am 27. September 2024 übernahm Allgaier zudem den Vorsitz im Aufsichtsrat der VfB Stuttgart 1893 AG, der ausgegliederten Profifußball-Abteilung des Vereins. Am 22. März 2025 wurde Allgaier auf der Mitgliederversammlung mit 91,5 Prozent der Stimmen zum regulären Präsidenten des VfB Stuttgart gewählt.

## Privates
Allgaier ist verheiratet und hat zwei Kinder.